# Sveriges personalvetarstuderandes riksförbund
Sveriges personalvetarstuderandes riksförbund grundades 1995 och är en paraplyorganisation för Sveriges personalvetarföreningar som representerar cirka 2500 personalvetarstudenter. Organisationen är en partipolitiskt och religiöst obunden ungdomsorganisation med syfte att öka de svenska personalvetarutbildningarnas konkurrenskraft samtidigt som den skall verka som en mötesplats för sina medlemmar. P-Riks samlar totalt 15 olika medlemsföreningar vid 15 olika lärosäten i Sverige.